# دیروز، امروز و فردا (فیلم ۱۹۷۱)
دیروز، امروز و فردا (به هندی: Kal Aaj Aur Kal) فیلمی محصول سال ۱۹۷۱ و به کارگردانی راندهیر کاپور است. در این فیلم بازیگرانی همچون پریتویراج کاپور، راج کاپور، راندهیر کاپور، بابیتا، دیوید آبراهام، آچالا ساچدف، افتخار ایفای نقش کرده‌اند.